# Maximilian Cushway
Maximilian Cushway, né le 7 juin 2004 à Chichester, est un coureur cycliste français. 

## Biographie
Maximilian Cushway est né en juin 2004 à Chichester, une ville située au sud de l'Angleterre. Après avoir passé des vacances en Bretagne, il s'installe dans cette région avec sa famille, alors qu'il est âgé de cinq ans. Très rapidement intéressé par le vélo, il prend sa première licence à six ans au sein de l'UC Josselin. Il poursuit toutefois sa progression au Véloce Vannetais, dans le Morbihan,. 
Dans les rangs cadets, il se fait remarquer par une deuxième place au classement final du Trophée Madiot en 2020. Ses performances lui permettent d'intégrer l'équipe junior d'AG2R Citroën, où il évolue durant deux saisons. Il rejoint ensuite le club Morbihan Fybolia GOA en 2023. Bon rouleur, il finit deuxième du Chrono des Nations espoirs. Il s'impose aussi en première catégorie sur le Tour de Belle-Île-en-Mer. 
En 2024, il remporte le Grand Prix Gilbert-Bousquet, au plus haut niveau amateur,. Il s'adjuge également le classement général du Circuit du Mené, grâce à son succès sur le contre-la-montre inaugural. Après ces victoires, il opte pour la nationalité sportive française. Il participe ainsi au championnat de France du contre-la-montre espoirs, où il se classe deuxième. Au mois d'août, l'équipe continentale de Groupama-FDJ annonce son arrivée dans l'effectif pour les deux prochaines saisons.

## Palmarès et résultats

### Par année
- 2022
  - Tour du Morbihan Juniors
- 2023
  - Tour de Belle-Île-en-Mer
  - 2e du Chrono des Nations espoirs
- 2024
  - Grand Prix Gilbert-Bousquet
  - Circuit du Mené :
    - Classement général
    - 1re étape (contre-la-montre)

  - 2e du championnat de France du contre-la-montre espoirs
  - 2e du Saint-Brieuc Agglo Tour

### Classements mondiaux
| Année                                 | 2023  | 2024  |
| ------------------------------------- | ----- | ----- |
| Classement mondial                    | nc    | 1957e |
| UCI Europe Tour                       | 1058e | nc    |
|                                       |       |       |
| Légende : nc = non classéSource : UCI |       |       |